# Nove principi in Ambra
Nove principi in Ambra (Nine Princes in Amber) è un romanzo fantasy, il primo delle Cronache di Ambra, serie in 10 volumi creata da Roger Zelazny, autore più volte vincitore dei premi Hugo e Nebula.
Fu pubblicato per la prima volta nel 1970, e successivamente diede origine a un gioco per computer con lo stesso nome.
La prima edizione del romanzo (in copertina rigida edito dalla Doubleday) è incredibilmente rara; l'editore mandò al macero per errore una grossa fetta della prima stampa, mentre l'ordine era di distruggere le copie rimanenti del precedente romanzo di Zelazny, Creature della luce e delle tenebre.
Nel 1999 venne edito in copertina morbida da Avon, in unico volume che comprende tutti i 10 libri.
Il romanzo è seguito da Le armi di Avalon, Il segno dell'unicorno, La mano di Oberon e Le corti del Caos, che costituiscono la prima parte del ciclo, di cui Corwin è il protagonista e che sono stati pubblicati in Italia, per la prima volta, dalla Libra.
Seguono altri cinque romanzi dove il protagonista è il figlio di Corwin.

## Trama
Nella storia, Carl Corey si sveglia recluso in un ospedale di New York con una amnesia. Riesce a scappare e comincia ad investigare, scoprendo la verità, pezzo dopo pezzo: in realtà egli è il Principe Corwin, di Ambra, il vero mondo di cui la nostra Terra rappresenta soltanto un'ombra. Lui è uno dei nove fra uomini e donne che potrebbero dominare Ambra, se si dimostrerà in grado di superare le truppe di suo fratello maggiore, Eric.
Ma questo è solo l'inizio, ed anche uno dei tanti possibili livelli di lettura: l'abilità di Zelazny, autore di grande cultura, è infatti quella di presentare una trama base di avventura, vivace e piacevole, e a questa sovrapporre temi filosofici, drammatici, mitologici che aggiungono altre chiavi di lettura; qui è particolarmente rilevante il contrasto tra caos e ordine, rappresentato come scontro (ma anche incontro) tra due regni ma leggibile anche ad altri livelli.

## Personaggi
La machiavellica famiglia reale di Ambra è guidata da Oberon, l'ex re, ora assente; le sue cinque figlie sono Florimel, Deirdre, Fiona, Llewella e Coral (che non entrerà in gioco fino al nono libro) ma i principali attori del romanzo sono i nove principi del titolo:
BenedictIl maggiore dei principi ancora in vita. Non coinvolto nell'attuale lotta per la corona; è il maestro di tattica della famiglia e un uomo che sorride raramente; il resto della famiglia presume che sia morto.
CorwinIl protagonista: un incrocio tra un ladro crudele e un poeta riluttante, gli anni passati sulla Terra sembrano averlo ammorbidito un po' "E ricorda chi è stato a lasciarti la vita dove un altro l'avrebbe presa."
EricL'arrogante ma competente aspirante re di Ambra; suoi alleati sono Julian, Caine e Gérard.
CainePragmatico e realistico.
BleysVivace e affascinante, l'altro alleato di Corwin nella sua lotta contro Eric.
BrandCome Oberon, misteriosamente non disponibile, "C'era una qualità sia di forza che di debolezza, ricerca e abbandono in lui."
JulianUn sinistro cacciatore, "Mi piace massacrare le bestie e penso costantemente ai miei parenti."
GérardFisicamente il più forte dei nove, affabile e apprezzato anche dai suoi nemici.
RandomUn subdolo mascalzone seppur alleato di Corwin, è un giocatore d'azzardo e il più giovane dei figli di Oberon.

## Altri media
Nel 1985 ne venne tratto il videogioco Nine Princes in Amber per i computer Apple II, Atari ST, Commodore 64, DOS e MSX.
Nel 1996 Terry Bisson ha realizzato un adattamento a fumetti in tre parti.

## Edizioni
- Roger Zelazny, Nove principi in Ambra, collana Slan. Il meglio della fantascienza, traduzione di Roberta Rambelli, Libra Editrice, 1978.
- Roger Zelazny, Nove principi in Ambra, collana Il libro d'oro della fantascienza, traduzione di Roberta Rambelli, n. 21, Roma, Fanucci Editore, marzo 1989,  p. 207, ISBN 88-347-0117-8.
- Roger Zelazny, Nove principi in Ambra, traduzione di Roberta Rambelli, Roma, Fanucci Editore, 2018,  p. 192, ISBN 978-88-347-3292-2.